# Nebulae
Nebulae je spletna revija za vse oblike sodobne literarne umetnosti. Pod imenom Novi zvon je s podporo oddelka za primerjalno književnost Filozofske fakultete v Ljubljani začela izhajati leta 2012, vsak sodi mesec v letu.
Zdajšnje ime je dobila februarja 2021.